# Звездана прашина (роман)
Звездана прашина (енгл. Stardust) је роман британског књижевника Нила Гејмана који је изашао 1999. године из штампе. Књигу је на српском језику објавила издавачка кућа Лагуна 2005. године, у преводу Драшка Рогановића.
Роман има другачији тон и стил од већине Гејманове прозне фикције, јер је написан у традицији енглеске фантазије пре Џ. Р. Р. Толкина, пратећи стопе аутора као што су Лорд Дансени и Хоуп Мирлис. Бави се авантурама младића из села Зид, које се граничи са магичном вилинском земљом.
Године 2007. изашао је истоимени филм заснован на роману, који је наишао на позитивне рецензије критичара. Гејман је такође повремено спомињао писање наставка, или барем још једне књиге о селу Зид.
Прича почиње крајем априла 1839. године, када је Џон Вилијам Дрејпер управо фотографисао Месец, а Чарлс Дикенс написао Оливера Твиста. Радња већине књиге одвија се седамнаест година касније, почевши од октобра 1856. године.

## Радња
Сваких девет година, у селу Зид у руралној Енглеској, одржава се вашар са друге стране каменог зида (по коме је село и добило име) који дели Вилинско краљевство од нашег света. Током раног викторијанског доба, млади Данстан Трн на вашару упознаје Уну, вилу коју је поробила вештица Семела. Данстан купује од ње стаклену висибабу у замену за пољубац; и касније те ноћи води љубав са њом у шуми. Месецима касније, Данстан добија бебу у корпи — његовог и Униног сина Тристрана.
Осамнаест година касније, Тристран је заљубљен у прелепу Викторију Форестер. Док је једне ноћи шета кући, он види звезду падалицу како пада у Вилинско краљевство и заклиње се да ће је донети Викторији. Викторија пристаје да га награди свиме што пожели — укључујући њихово венчање — ако успе у свом подвигу. Данстан даје Тристрану стаклену висибабу и омогућава му да прође поред чувара зида алудирајући на његово вилинско наслеђе.
У замку Олујна кула, у Вилинском краљевству, умирући господар Олујишта баца свој привезак од топаза и изјављује да ће први од његова три преживела сина − Примус, Терцијус и Септимус − који га пронађе бити његов наследник. Привезак лети нагоре и обара звезду са неба (исту ону коју је Тристран обећао Викторији). Браћа одлазе у потрагу за привеском након очеве смрти. Септимус трује Терцијуса у једној гостионици. У међувремену, Лилим, трио древних вештица, сазнају за палу звезду и планирају да поједу њено срце како би повратиле младост. Најстарија од Лилим, вештичја краљица, изабрана је да пронађе звезду и конзумира остатке срца последње звезде.
Тристран упознаје малог, длакавог човека који му даје сребрни ланац и магични штапић за свећу који омогућава да се брзо путује на велике удаљености кад се запали. Тристран користи свећу да би стигао до звезде, али је изненађен откривши да је то заправо млада жена по имену Ивејн. Одлучивши да је ипак одведе Викторији, Тристран веже Ивејн за себе ланцем; међутим, свећа догори пре него што се врати. Тристран и Ивејн крећу на пут пешке; међутим, Ивејн бежи на једнорогу када је Тристран скине са ланаца и оде у потрази за храном. У међувремену, вештичја краљица сусреће Семелу, која је обмањује да открије сврху свог путовања. Побеснела вештичја краљица на њу баца клетву, која јој спречава да види, додирне или опази звезду.
Након што открије да је Ивејн отишла, Тристран успева да осигура превоз у Примусовој кочији. Вештичја краљица призива гостионицу поред пута како би ухватила Ивејн, која се приближава. Ивејн стиже у гостионицу, а убрзо затим и Тристран и Примус. Вештичја краљица покушава да отрује Тристрана, али га једнорог упозорава на време. Жури назад у крчму где вештичја краљица убија Примуса. Тристран бежи са Ивејн тако што од остатака магичне свеће формира импровизовану свећу. Убрзо након тога стиже Септимус и проналази Примусово тело. Он креће у потрагу за вештичјом краљицом, како би испунио обавезу да освети убијеног брата. Тристран и Ивејн завршавају насукани на облаку, миљама изнад Вилинског краљевства, када свећа догори; али их спасава посада једног летећег брода. Иако Тристран каже да више не намерава да приморава Ивејн да га прати, она открива да је – по обичају своје врсте – зато што јој је он спасао живот, она ипак дужна да то учини.
Након растанка са бродом, Тристран и Ивејн су кренули ка Зиду. Наилазе на Семелу, која због проклетства вештичје краљице не може да види Ивејн. Семела пристаје да превезе Тристрана остатак пута до Зида; а Тристран добија обећање од Семеле да ће неповређен стићи на њихово одредиште. То, међутим, не спречава Семелу да га током путовања претвори у пољског миша. Ивејн се такође вози у Семелином каравану, иако вештица није тога свесна. Септимус, у међувремену, планира свој напад на вештичју краљицу, која успева да га надмудри и убије.
На вашару, Тристран напушта Ивејн и прелази назад у Зид да би видео Викторију. У међувремену, Ивејн схвата да се заљубила у Тристрана, али сазнаје да ће се, ако пређе зид и напусти Вилинско краљевство, претворити у комад стене. Запрепашћена Викторија обавештава Тристрана да је већ верена за Роберта Понедељка. Никада није веровала да ће он заиста завршити своју потрагу, али је ипак спремна да одржи обећање и уда се за њега. Тристран, не желећи да присиљава Викторију да се уда за њега, подсећа је да брак није био обећање, већ да му пружи све што пожели. Говори јој да жели да се она уда Роберта.
Тристран се касније враћа Ивејн на вашару. Она је одушевљена сазнањем да ће се Викторија удати за неког другог и да јој Тристран узвраћа љубав. У међувремену, Уна је ослобођена; било је проречено да ће се њено ропство завршити када месец изгуби своје дете (Ивејн), ако се то деси за недељу дана када се споје два понедељка (брак Викторије и Роберта). Уна тражи Тристрана и Ивејн и открива се као Тристранова мајка и једина ћерка покојног господара Олујне куле. Као такав, Тристран је с правом последњи мушки наследник Олујишта, а Ивејн му поклања привезак који је носила. Ивејн прилази вештичја краљица, чија је младост испарила и сада је старија него икад. Ивејн, која је се више не плаши, објашњава да њено срце више није њено, пошто га је дала Тристрану.
Уна се враћа у Олујну кулу да влада као намесница уместо свог сина, док Тристран и Ивејн путују широм Вилинског краљевства. Много година касније, Тристран и Ивејн се коначно враћају у Олујну кулу, а Тристран преузима власт. Када на крају остари и умре, Ивејн наставља да влада као бесмртна господарица Олујне куле.

## Главни ликови
- Тристран Трн: Главни лик књиге (преименован у „Тристан” у филмској адаптацији), дечак напола вила, напола човек, кога су одгајали отац Данстан Трн и маћеха Дејзи, за коју верује да му је мајка. Тристран будаласто обећава да ће вратити палу звезду за Викторију, девојку коју која му се свиша, и тако неочекивано проналази прелепу Ивејн.[3]

- Ивејн: Пала звезда, коју се Тристран заклиње да ће пронаћи и донети Викторији Форестер. У Вилинском краљевству, звезде су жива бића. Чини се да је Ивејн бесмртна, али не и нерањива. Прогоне је Лилим и преживели синови господара Олујне куле, који је желе из различитих разлога. Када Тристран схвати своју љубав према њој, напушта наклоност Викторији Форестер, а Ивејн се удаје за њега упркос њиховој немогућности да имају децу.

- Данстан Трн: Тристранов отац; главни лик на почетку књиге. Посетио је вашар у Зиду како би пронашао поклон за своју драгу Дејзи Хемпсток, а на крају је опчинио робињу мадам Семеле, госпу Уну, са којом је добио сина. Пре тога је од ове девојке купио кристалну висибабу, а касније овај цвет дао Тристрану. Ожењен је Дејзи, која је мајка Тристранове полусестре Луизе.

- Викторија Форестер: Мештанка Зида описана као „најлепша девојка у опсегу од сто миља”. Она је ћерка Бриџит Комфри и Томија Форестера. Иако је Тристран заљубљен у њу, она му не узвраћа осећања и не схвата озбиљно његово обећање да ће јој донети палу звезду. Она се на крају удаје за човека са презименом Понедељак и тиме несвесно ослобађа Тристранову мајку, госпу Уну, из ропства.

- Господар Олујишта: Осамдесет први господар Олујишта је старац који влада Олујном кулом до своје смрти. На почетку романа, поред своје давно изгубљене ћерке Уне, има четири мртва сина (Секундус, Квартус, Квинтус и Секстус) и три жива (Примус, Терцијус и Септимус). Мртви синови се појављују као духовни посматрачи, док живи синови непрестано кују заверу да се међусобно убију како би наследили свог оца као господара Олујишта.

- Лорд Септимус: Најмлађи и најнемилосрднији од лордова Олујишта. Он је по природи вешт убица и успео је да убије већину своје браће.

- Лорд Примус: Најстарији од лордова Олујишта. У поређењу са својом браћом, он је доброћудан, саосећајан и разуман.

- Уна: Вилинска девојка с мачјим ушима велике лепоте која ради као робиња за мадам Семелу док не буде пуштена након невероватне појаве која испуњава услове њеног дуга. Уна трпи стално злостављање од стране мадам Семеле, премлаћивање и вређање. Када не послује за своју господарицу, ова је држи у облику разнобојне птице оковане сребрним концем за њен караван. Касније се открива да је она госпа Уна, једина ћерка господара Олујишта, и Тристранова мајка.

- Мадам Семела: Вештица и чланица сестринства којем Лилим припадају. Вештичја краљица је познавала Семелу као Сали Баруштину када је била „млада”. Приликом њиховог првог сусрета, Семела дрогира храну вештичје краљице магичном супстанцом која је наводи да говори само истину, приморавајући је тако да изговори истину о палој звезди. Семела планира да прва пронађе звезду и поврати младост, али вештичја краљица је проклиње тако да никада не примети звезду ни на који начин.

- Лилим: Три старице велике моћи. Најстарија од њих троје позната је као „Вештичја краљица”, мада се и оне заједнички ословљавају овом титулом. Никада нису именоване, јер су одавно изгубиле имена, али најстарија у једном тренутку усваја алијас „Морванег”. Лилим су некада биле прелепе краљице магичног краљевства вештица; када је оно нестало под морем, сустигли су их векови. Оне траже палу звезду јер ће им конзумирање њеног срца донети векове младости и лепоте. Коришћење магије даје супротан ефекат; стога са сваком чаролијом коју баци вештичја краљица она постаје све старија и ружнија. У филмској адаптацији, оне се зову Ламија, Мормо и Емпуза, али није укључена ниједна њихова позадина.

## Објављивање
Нил Гејман и илустратор Чарлс Вес су првобитно замислили Звездану прашину као „књигу прича са сликама”, коју су обојица креирали, а за издавање америчке компаније DC Comics. Током интервјуа који ће бити уврштен у аудио књигу, Гејман је објаснио како је једног дана док је возио видео зид са стране пута и замислио да је вила иза зида. Ово је покренуло идеју у Гејмановој глави о америчком романописцу који се преселио у Енглеску, где ће сазнати за овај зид; у то време књига је требало да се зове Зид. Убрзо потом, Гејман је био номинован за књижевну награду, коју је освојио, а на слављеничкој забави за награду угледао је звезду падалицу и одмах дошао на идеју за Звездану прашину. Гејман је извукао Веса са забаве на којој је био и изложио му заплет, а Вес је пристао да уради илустрације. Првобитно, Звездана прашина је објављена 1997. године као стрип мини-серија престижног формата од четири издања. Стрип је излазио једном месечно у квадратној књижици високог сјаја са висококвалитетним папиром, у боји високог квалитета и без реклама.
Гејман и Вес су првобитно намеравали да прича буде објављена комплетна, као једна књига, која би боље репродуковала насликане Весове илустрације и била „књига прича” за све узрасте, а издање у овом формату је објављено 1998. године, како у тврдом повезу ( 1-56389-431-9) тако и у меком повезу ( 1-56389-470-X). Тачније је насловљен Нил Гејман и Чарлс Вес − Звездана прашина. Издање у тврдом повезу је укоричено вештачком кожом са именима аутора, насловом и неколико звездица уметнутим у фолију. Такође има репродукције омота серијализоване верзије и многе Весове скице. Трговачки меки повез има веома другачији дизајн корица и Весових илустрација, а затим је поново штампан са другим дизајном корица.
Гејман је задржао ауторска права на текст и 1999. је одлучио, подстакнут издавачком кућом Avon, да објави Звездану причу као конвенционални роман у тврдом повезу без илустрација. Постојало је и наредно издање у тврдом повезу у Уједињеном Краљевству. Књига се такође показала популарном међу читаоцима жанра „романси”, иако се генерално сматра делом жанра фантастике. Тако је публикација у меком повезу првобитно добила три различите корице које су, постављене једна поред друге, имале једну позадину и другу примарну слику укључујући згодног мушкарца који држи жену у страсном загрљају, иако овај концепт корица никада није коришћен.

## Награде
Оригинална серија DC Comics-а је била номинована за награду Comics Buyer's Guide Fan Awards за омиљену ограничену серију за 1998. и 1999. годину. Сакупљено издање серије је такође номиновано за награду за обожаваоце Comics Buyer's Guide Fan Award for Favorite Reprint Graphic Album за омиљени репринт графички албум за 1999. годину.  